# Under Rug Swept
Under Rug Swept es el quinto álbum de estudio (tercero internacionalmente) de la cantautora canadiense Alanis Morissette. Fue lanzado por Maverick Records en Estados Unidos el 26 de febrero de 2002 y en el Reino Unido un día antes. Fue el primer álbum que Morissette escribió y produjo por sí misma. Debutó como número 1 en las listas de 11 países incluyendo Canadá y el Billboard 200 de Estados Unidos, publicándose los sencillos "Hands Clean" y "Precious Illusions". Sin embargo, no logró igualar en ventas a sus dos álbumes anteriores álbumes. En septiembre de 2008, la placa había vendido 1 017 000 copias en los EE. UU. y más de 4 millones de copias en el mundo.

## Antecedentes
Antes de grabar el álbum, Morissette no había escrito canciones en nueve meses, así que viajó a Toronto sin saber si escribiría sola las canciones o junto a alguien más. En la primera semana de su estancia había escrito 7 canciones, y describió el proceso de escritura como "muy rápido y acelerado".
La producción del álbum se fue retrasando cuando Morissette se involucró en una disputa judicial con los ejecutivos de Maverick Records por prácticas hostiles de la compañía hacia ella. A pesar de las ventas relativamente bajas de los dos anteriores álbumes de Morissette, Supposed Former Infatuation Junkie y MTV Unplugged (1999), en comparación con las de su álbum de debut internacional, Jagged Little Pill (1995), Maverick Records la consideraban una ventaja comercial fuerte y les preocupaba que dejara la compañía a causa de las disputas y que el álbum fuese lanzado en otro sello. Durante un tiempo Morissette amenazaba con abandonar Maverick, hasta que Madonna, fundadora y dueña del sello la convenció de quedarse. Durante ese período Morissette reunió nuevos músicos para grabar el álbum, entre ellos el bajista Eric Avery (de Jane's Addiction), Flea (Red Hot Chilli Peppers) y Dean DeLeo (guitarrista de Stone Temple Pilots).
Durante la realización del álbum, Morissette escribió 27 canciones, las que se redujeron a 17. Once de ellas quedaron seleccionadas para el álbum, mientras que el resto fueron incluidas posteriormente en el documental Feast on Scraps.

## Recepción y rendimiento
El primer sencillo del álbum fue "Hands Clean", que comenzó a ser difundido radialmente en América del Norte  en enero de 2002 y debutó en el número uno en Canadá. Alcanzó su máximo posicionamiento dentro del top 25 del Billboard Hot 100  de los Estados Unidos y fue su sencillo más exitoso desde 1998 en la mayoría de los países en que fue publicado, alcanzado el top 10 en Australia y los primeros 20 puestos en el Reino Unido. Para febrero, mes en que fue lanzado el álbum, Morissette fue "artista del mes" en AOL Music.
Under Rug Swept debutó en el número uno en las listas canadienses vendiendo 35.000 copias en su primera semana, y al mes siguiente la CRIA lo certificó con el Disco de Platino tras vender 100.000 ejemplares. En los Estados Unidos el álbum vendió 215.000 copias en su primera semana debutando en el número uno del Billboard 200 donde se mantuvo en primer lugar por otra semana más. Después de 1 mes el álbum ya había vendido 500.000 copias siendo certificado por la RIAA con el disco de oro y posteriormente con el platino, tras vender un millón de copias en dicho país. Under Rug Swep debutó en el número uno en 12 países, incluyendo Alemania, Japón y Australia. Debutó en el número dos en Francia y el Reino Unido donde la BPI lo certificó con el disco de oro tras vender 100.000 copias.
El álbum se mantuvo en el top 20 del Billboard 200 durante cinco semanas y estuvo un total de 24 semanas en dicha lista. El segundo sencillo publicado fue "Precious Illusions" aue alcanzó el número cuatro en Canadá, pero que no logró mayor éxito en el Billboard Hot 100 de los EE. UU. al igual que en Australia o el Reino Unido. Más tarde Morissette se embarcó en una gira mundial pero a pesar de esto no logró aumentar las ventas del álbum. Después del fracaso de "Precious Illusions" Maverick no publicó otro sencillo comercial, aunque hubo sencillos que se lanzaron internacionalmente: "Flinch" y "So Unsexy" en Brasil, "21 Things Want In a Lover" en Latinoamérica, "Surrendering" en Canadá y "Utopía" en los Estados Unidos.
En septiembre de 2008 el álbum había vendido 1.017.000 copias en los Estados Unidos, la mitad de Supposed Former Infatuation Junkie para la misma fecha. Según un comunicado de prensa de Maverick Records, Under Rug Swept había vendido casi 5 millones de copias a nivel mundial.

## Lista de canciones
- 1."21 Things I Want in a Lover" – 3:28
- 2."Narcissus" – 3:38
- 3."Hands Clean" – 4:32
- 4."Flinch" – 6:03
- 5."So Unsexy" – 5:09
- 6."Precious Illusions" – 4:11
- 7."That Particular Time" – 4:22
- 8."A Man" – 4:34
- 9."You Owe Me Nothing in Return" – 4:58
- 10."Surrendering" – 4:35
- 11."Utopia" – 5:00
- 12."Sister Blister" – 4:08 1 2
- 13."Flinch" (live at the Whiskey) – 6:42 1

## Posicionamiento
| Listas (2002)             | Posición |
| ------------------------- | -------- |
| Canada Albums Chart       | 1        |
| Australia Albums Chart    | 1        |
| Austria Albums Chart      | 1        |
| Alemania Albums Chart     | 1        |
| Irlanda Albums Chart      | 1        |
| Italia Albums Chart       | 1        |
| Japón Oricon Albums Chart | 11       |
| Noruega Albums Chart      | 1        |
| España Albums Chart       | 1        |
| Suiza Albums Chart        | 1        |

| Listas (2002)              | Posicionamiento |
| -------------------------- | --------------- |
| U.S. Billboard 200         | 1               |
| Francia Albums Chart       | 2               |
| Finlandia Albums Chart     | 3               |
| Dinamarca Albums Chart     | 9               |
| Israel Albums Chart        | 2               |
| Países Bajos               | 2               |
| UK Albums Chart            | 2               |
| Belgica Albums Chart       | 3               |
| Polonia Albums Chart       | 3               |
| Suecia Albums Chart        | 3               |
| Nueva Zelanda Albums Chart | 11              |

### Sencillos
| Año  | Sencillo             | Posicionamiento | Posicionamiento | Posicionamiento      | Posicionamiento  | Posicionamiento   | Posicionamiento | Posicionamiento | Posicionamiento |
| Año  | Sencillo             | CAN             | U.S. Hot 100    | U.S. Hot 100 Airplay | U.S. Modern Rock | U.S. Adult Top 40 | U.S. Top 40/Pop | UK              | AUS             |
| ---- | -------------------- | --------------- | --------------- | -------------------- | ---------------- | ----------------- | --------------- | --------------- | --------------- |
| 2002 | "Hands Clean"        | 1               | 23              | 24                   |                  | 3                 | 19              | 12              | 9               |
| 2002 | "Precious Illusions" | 4               |                 |                      |                  | 16                |                 | 53              | 41              |

### Otras listas
| Sencillo      | Listas (2002)                     | Posicionamiento |
| ------------- | --------------------------------- | --------------- |
| "Hands Clean" | Nueva Zealanda Top 50 Singles     | 1               |
| "Hands Clean" | Italia Top 50 Singles             | 3               |
| "Hands Clean" | Suiza Top 100 Singles             | 5               |
| "Hands Clean" | Países Bajos Mega Top 100 Singles | 15              |
| "Hands Clean" | Alemania Top 100 Singles          | 18              |
| "Hands Clean" | Suecia Top 60 Singles             | 32              |
| "Hands Clean" | Belgica Top 50 Singles            | 40              |
| "Hands Clean" | Francia Top 100 Singles           | 66              |

| Sencillo             | Listas (2002)                     | Posicionamiento |
| -------------------- | --------------------------------- | --------------- |
| "Precious Illusions" | Canada Top 50 Singles             | 4               |
| "Precious Illusions" | Italia Top 50 Singles             | 21              |
| "Precious Illusions" | Australia Top 100 Singles         | 41              |
| "Precious Illusions" | Reino Unido Top 75 Singles        | 53              |
| "Precious Illusions" | Alemania Top 100 Singles          | 77              |
| "Precious Illusions" | Países Bajos Mega Top 100 Singles | 79              |
| "Precious Illusions" | Suiza Top 100 Singles             | 95              |
| "Precious Illusions" | U.S. Billboard Adult Top 40       | 16              |